# Доктрина Рейгана

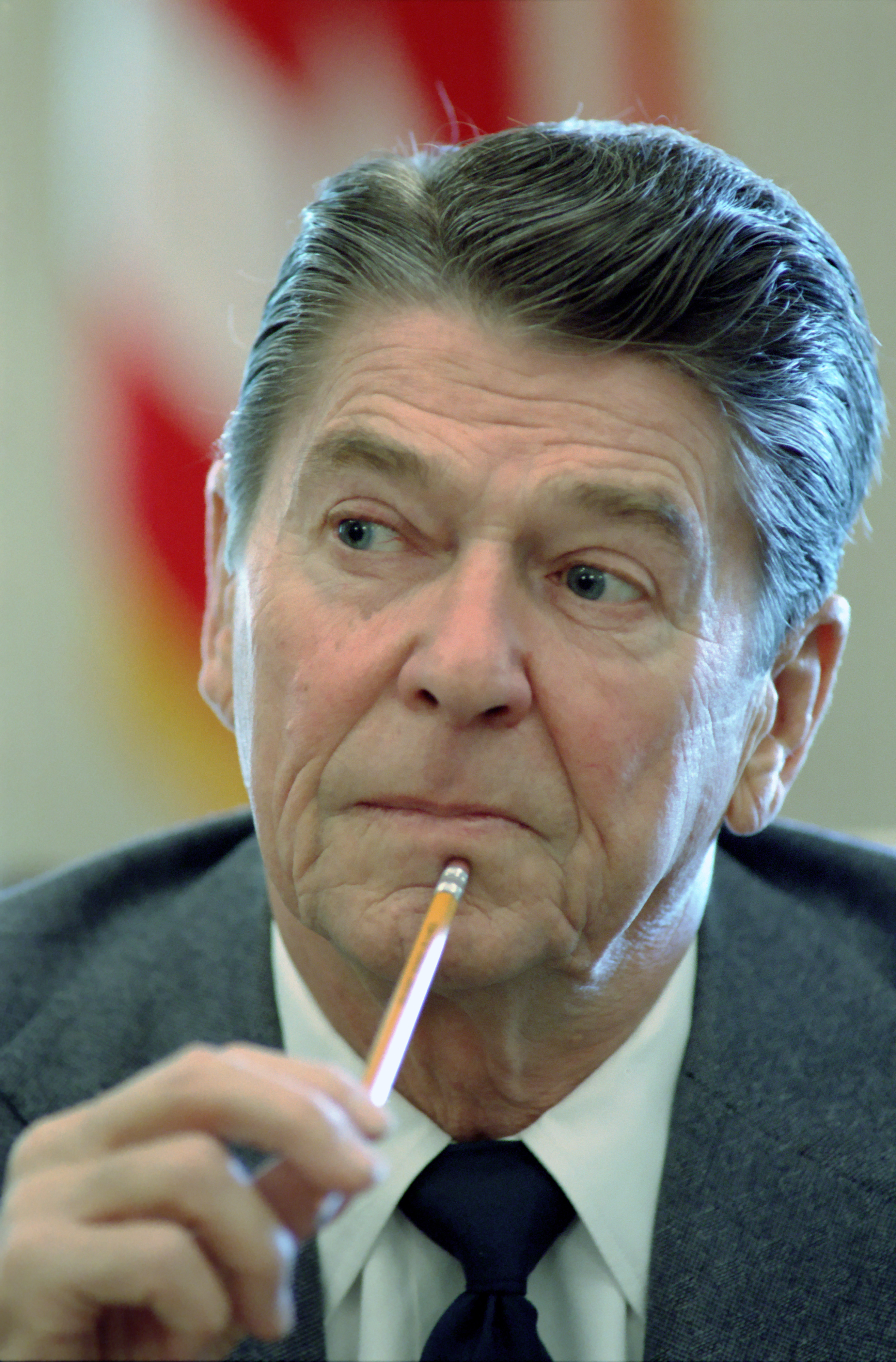
Рональд Рейган, 1983 р.

Доктри́на Ре́йгана (англ. Reagan Doctrine) — доктрина зовнішньої політики США, проголошена Президентом Рональдом Рейганом 16 лютого 1985 року, яка зводилася до підтримки адміністрацією Президента антикомуністичних рухів у країнах третього світу. Вперше термін було вжито 1985 року у журналі «Тайм». Доктрина також отримала назву «неоглобалізму», оскільки її метою було досягнення глобального впливу США.
Проявами доктрини Рейгана були збройні інтервенції, зокрема у жовтні 1983 року до Гренади — острова у Карибському морі з правлячим режимом радянсько-кубинської орієнтації (операція «Термінове шаленство»), у 1983—1984 роках — до Лівану (операція «Світ Галілеї»), згодом — до Лівії та Сальвадору, а також підтримка нікарагуанських контрас, з чим пов'язаний великий політичний скандал в історії США «Іран-контрас» (1986 рік), озброєння моджахедів Афганістану.
З одного боку, реалізація доктрини призвела до значного ослаблення впливу СРСР у країнах третього світу в умовах холодної війни, а з іншого — до численних актів агресії та порушення принципів міжнародного права, адже багато збройних втручань США виявилися безрезультативними, а наслідками їх часто обмежувалися лише втратами.
Крім того, існує точка зору, згідно з якою побічним ефектом доктрини Рейгана стали американські настрої міжнародного тероризму XXI ст., адже США у період доктрини Рейгана втручалися у внутрішні справи моджахедів Афганістану, наступниками яких були таліби Осами бен Ладена.